# Ionopsis
Ionopsis là một chi thực vật có hoa trong họ, Orchidaceae.

## Hình ảnh

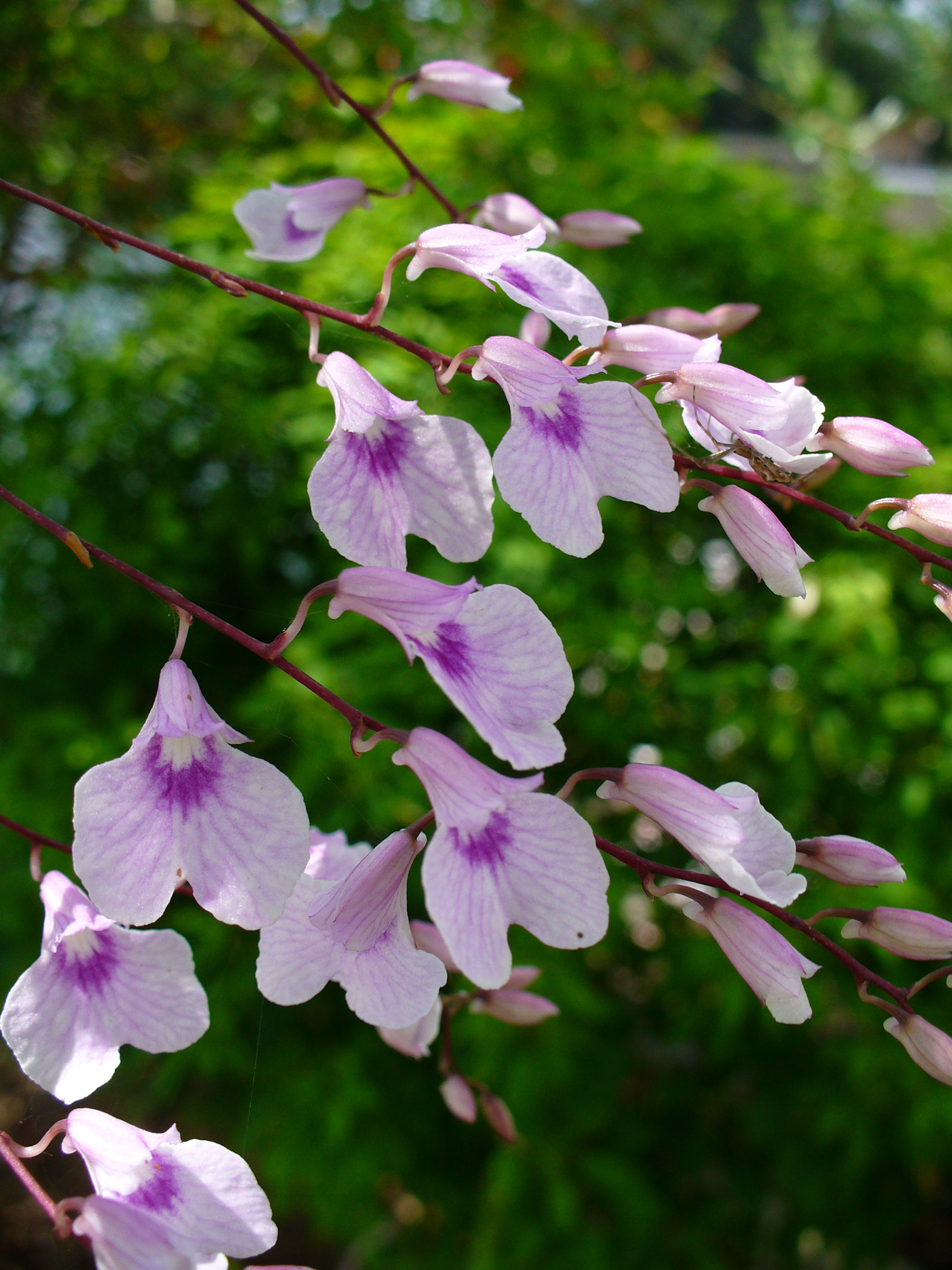
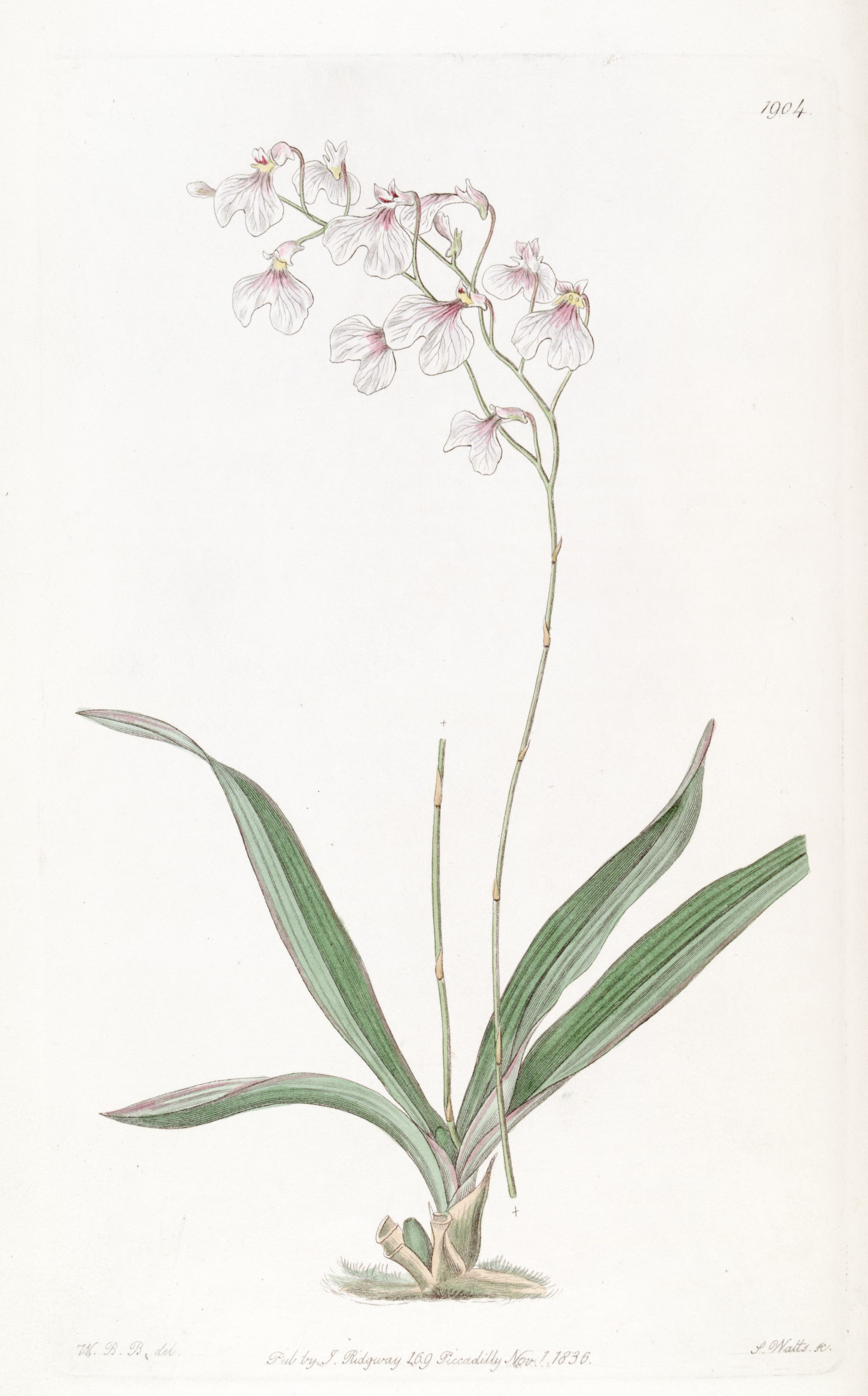

- Tập tin:Ionopsis utricularioides (Ionopsis paniculata) - Curtis v. 91 ser. 3 no. 21 tab. 5541 (1865).jpg